# Child's Ercall
Child's Ercall est une paroisse civile et un village du Shropshire, en Angleterre.